# Школіна Світлана Володимирівна
Світлана Володимирівна Школіна  (рос. Светлана Владимировна Школина, 9 березня 1986) — російська легкоатлетка, олімпійська медалістка, чемпіонка світу.

## Виступи на Олімпіадах
| Олімпіада   | Дисципліна       | Місце |
| ----------- | ---------------- | ----- |
| Пекін 2008  | стрибки у висоту | 14    |
| Лондон 2012 | стрибки у висоту | 3     |

## Зовнішні посилання
- Досьє на sport.references.com [Архівовано 14 серпня 2012 у Wayback Machine.]